# Сильва, Элисон
Эли́сон Море́йра Си́льва (1 июня 1988, Палмейрас) — бразильский футболист, нападающий, выступавший ранее за российского клуб ФНЛ «Волгарь».

## Карьера
Воспитанник клуба «Порту» (Каруару). В этой команде он начал свою футбольную карьеру. Затем уехал в Венгрию, где подписал контракт с «Видеотон». Первый сезон Элисон провел за вторую команду клуба. В 2011 году форвард перешёл в «Ференцварош», но за именитую венгерскую команду он провел только 1 матч.
С 2012 года Элисон защищает цвета астраханского «Волгаря».